# 테크놀로지

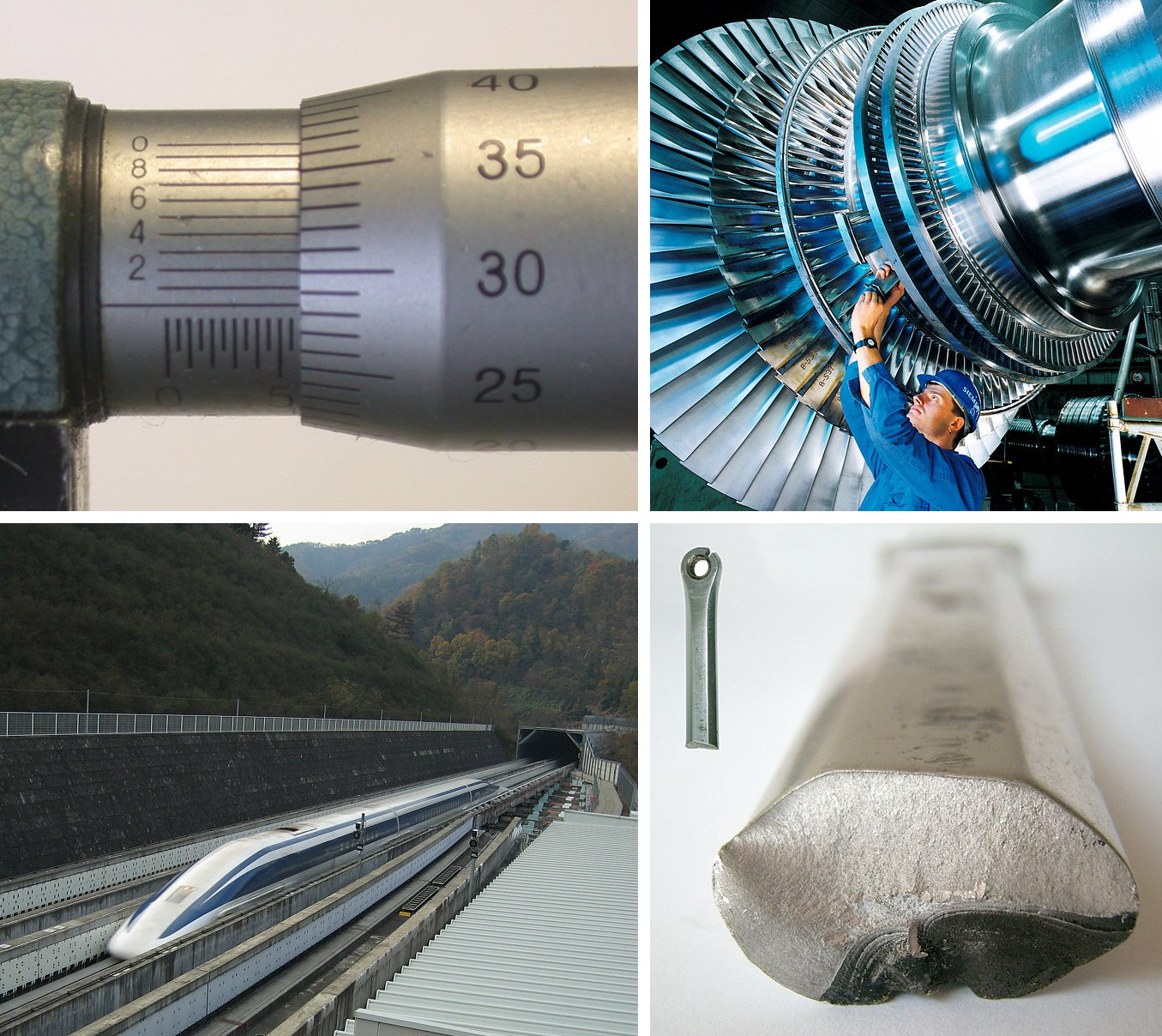

테크놀로지(영어: technology)는 기본적으로 특정 분야에서 지식의 실용화, 과학적 지식을 개별 영역에서 실제적 목적을 위해 공학으로 적용하는 방법론이다. 거기에서 파생된 테크놀로지는 과학적 지식을 이용하여 개발된 기계 장치 및 도구류를 가리키기도 한다. 또한, 엔지니어링 및 응용 과학을 다루는 지식의 한 부분으로, 조직 방법, 기술 등 광범위한 주제를 가리키기도 한다.

## 같이 보기
- 기술